# Nova Štifta, Sodražica
Nova Štifta este o localitate din comuna Sodražica, Slovenia, cu o populație de 6 locuitori.